# 山陰・夢みなと博覧会
山陰・夢みなと博覧会（さんいん・ゆめみなとはくらんかい）とは、1997年7月12日から9月28日にかけて鳥取県境港市で開催された地方博覧会である。来場者は約193万人にのぼった。

## 概要
- 正式名称：「ジャパンエキスポ鳥取'97 山陰・夢みなと博覧会」
- テーマ：翔け、交流新時代へ
- サブテーマ：環日本海交流…夢の発展、世界に広がる独自技術…夢の発信、新たな「とっとりライフ」…夢の発見
- 開催期間：1997年7月12日 - 9月28日
  - 7月25日（台風のため18時閉場）
  - 7月26日（台風のため全日休場）
  - 7月27日（台風のため全日休場）
  - 9月15日（台風のため全日休場）
  - 9月16日（台風のため全日休場）
  - 9月17日（台風のため12時開場）
- 会場：鳥取県境港市竹内団地
- 会場面積：主会場19.0ヘクタール、駐車場16.4ヘクタール
- 動員目標：100万人以上
- 来場者数：1,929,482人
- 総事業費：93億9,500万円

## 博覧会協会組織
- 主催：山陰・夢みなと博覧会協会
- 会長 : 西尾邑次鳥取県知事（当時）
- 総合プロデューサー : 泉眞也
- 企画・事業プロデューサー : 福井昌平
- 会場・演出プロデューサー : 古見修一

## 主要パビリオン
1. 環日本海交流村
2. 産業未来館
3. 地域交流館
4. ふるさとパーク
5. 鳥取県館
6. 市町村館
7. みなと温泉館
8. IBMふれあい交流館
9. 日立チャレンジ館
10. 三菱未来館
11. 鬼太郎ワンダーシアター
12. 輝き・米子館
13. しまね館
14. Panasonicドリームシアター
15. NECマルチメディアワールド
16. 富士通電脳ワールドインターNETアスロン
17. NTTアクアワールド
18. SANYO立体ハイビジョンシアター
19. ソニージャンボトロン

## イメージソング
- 「FUTURE PLANET~未来はもう始まっている~」
  - 作曲:木根尚登
  - 作詞:売野雅勇
  - 歌:日置明子（鳥取県出身）

## マスコット
1994年11月に公募1240点より「梨」、「鳥」、「水兵」をモチーフとするマスコットマークが選ばれた。1995年7月にマスコットの愛称は「トリピー」に決定された。
博覧会終了後の1998年よりトリピーは鳥取県のPRキャラクターとして採用されている。

## その他
- 会場内では日本テレビ（日本海テレビ）の演芸番組『笑点』の収録が行われた（同年8月10日・17日放送）。また、7月27日にはフジテレビ（山陰中央テレビ）の『27時間テレビ』で生中継される予定であったが、先述のとおり台風の影響で中止となっている。

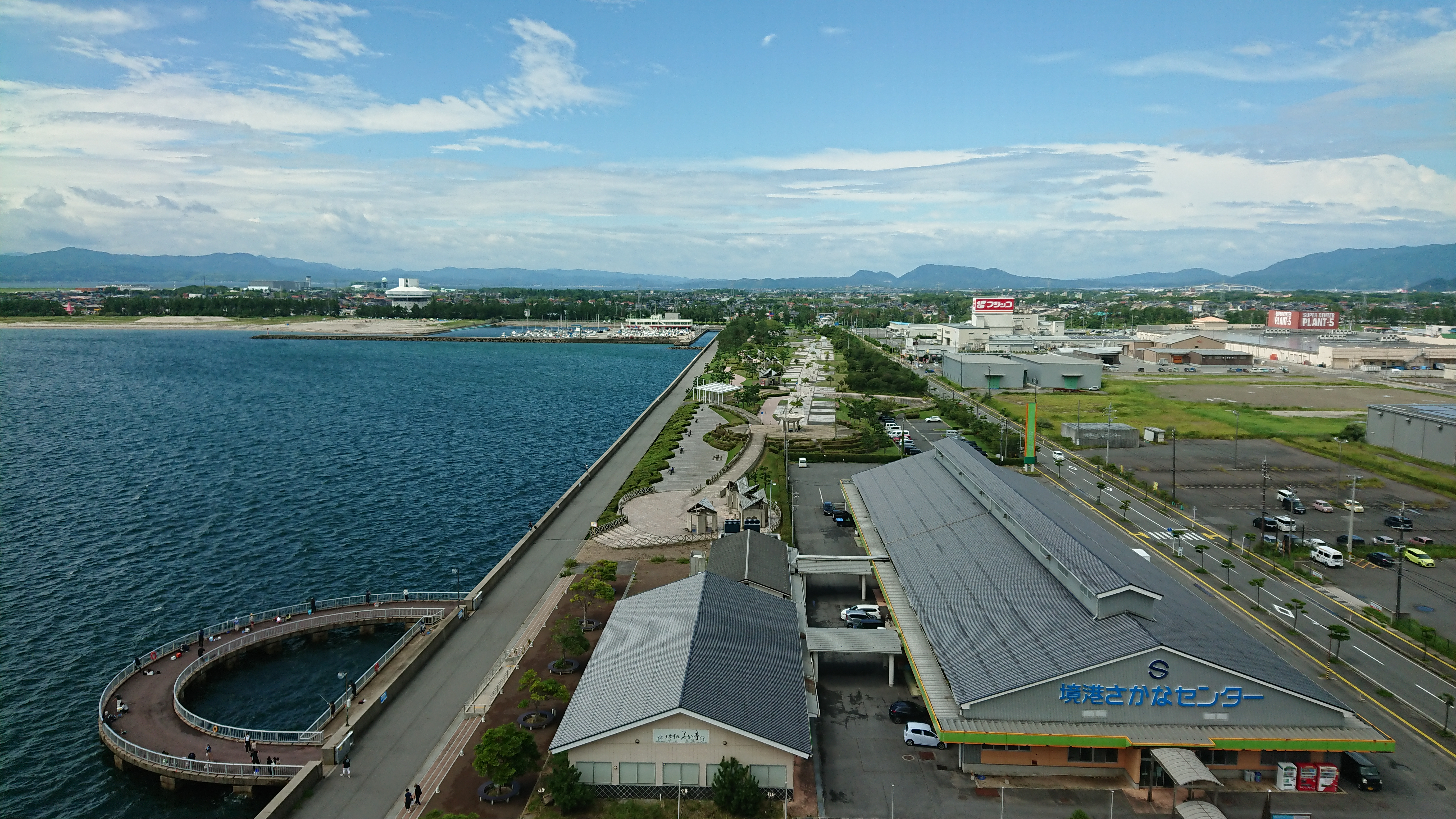
会場跡地は「夢みなと公園」として整備された（2021年8月22日夢みなとタワー展望台より撮影）

- 会場跡地は「夢みなと公園」として整備された（2021年8月22日夢みなとタワー展望台より撮影）跡地は夢みなと公園として整備され、メインシンボル「夢みなとタワー」などの施設が残っている。